# Християнски феминизъм
Християнски феминизъм произтича от феминистката теория и теология, които проучват мястото и ролята на жените в християнската религия. Той започва да се развива още в края на 19 век, когато библейските текстове започват да се критикуват и преосмислят в рамките на разрастващото се феминистко движение. През 1895 и 1898 г. американската суфражетка Елизабет Кейди Стантън (1815 – 1902) заедно с комитет от 26 жени публикуват Библия на жената, в която се отхвърля традиционната идея в християнската догматика, че жената трябва да бъде подчинена на мъжа си. Основни критични пунктове към християнското учение и теология са андроцентричния език и логика, които гарантират почитането на един Бог от мъжки пол, идеята за нисшия статус на жените спрямо мъжете и за необходимостта да се подчиняват на съпрузите си (например в Еф. 5:22 – 24, 1 Кор. 11:8 – 9, 1 Кор. 11:3), представянето на Ева като причина за първородния грях, изключването на жените от свещеническите позиции. Същевременно Библията съдържа и едно трансцендентно разбиране за пола, според което той няма значение пред Бог – „няма мъжки пол, ни женски; защото всички вие едно сте в Христа Иисуса“ (Гал. 3:28).
Въпросът за ръкополагането на жените е дискусионен в рамките на всички християнски църкви. По времето на ранното християнство жените са служили като дякониси, но е спорно дали са изпълнявали литургични функции като мъжете дякони, въпреки че са получвали едно и също сакраментално ординиране . Те са помагали при кръщенетата на жени и по-големи момичета и са се грижели за женската част от християнската църковна общност. Чинът на дяконисата, особено важен през четвърти и пети век, постепенно престава да бъде използван от шести век нататък, макар да има отделни случаи на ръкополагане на дякониси чак до единадесети век. Той никога не е бил премахван официално в християнския Изток и това е основание за искането да се възроди, което намира растяща подкрепа.
В католическата църква съществува ясна забрана за достъп на жените до свещеничество. В православната църква текат дебати около женското свещеничество, за които обаче този въпрос идва отвън, под влияние на протестантските църкви. В своя анализ православната богословка Елизабет Бер-Сижел заключава, че „нито във вероучението, нито в богословието има аргумент, забраняващ на Църквата...да посвети в духовен сан, тоест да благослови, една жена християнка за изпълняване на служение“. През дебата за ръкополагане на жени тя разпознава проявите на „един специфично православен феминизъм“.
В редица църкви в САЩ, основно евангелистки и пуритански, още от средата на 19 век жените са ръкополагани, работят като мисионери, създават нови църкви. В редица протестантски деноминации в САЩ ръкополагането на жени е разрешено от 50-те и 60-те години на 20 век. Въпреки това увеличаването на броя на жените сред духовенството е бавно (през 1990 година в САЩ те са около 10 %). Най-прогресивна по отношение ръкополагането на жени е англиканската църква, която е и единствената църква, ръкоположила жена за епископ.
Някои феминистки, като Елизабет Шуслър-Фиоренца, чертаят визионерски планове за „църква на жените“, която се отрича от патриархалните християнски разбирания и се изгражда като диалогична общност на равни в съгласие с духа и повелите на новозаветното християнство. Феминистките-християнки, според Розалин Рюдър, „съществуват на границата, с лица в две посоки и отказват да направят избор просто като приемат едната и отхвърлят другата.“
Изследвания в САЩ показват, че жените имат по-позитивно отношение към християнството от мъжете и че при тях се отчита по-висок интерес към религията, по-силно религиозно отдаване и посещават църква по-често от мъжете .
Тематиката е популяризирана в България от българската феминистка и литературен критик Милена Кирова особено с нейната книга Библейската жена (2005) , но и по-рано в нейни текстове като „Бедата на „матриарха“: жените и канонът в литературата“ от книгата Критика на прелома (2002) , където е разгледана и темата за жените, тяхната роля и женското тяло в патриархалния библейски текст и исторически в християнството.